# East Morton, Bắc Dakota
East Morton là một lãnh thổ chưa tổ chức thuộc quận Morton, tiểu bang Bắc Dakota, Hoa Kỳ. Năm 2010, dân số của nơi này là 2.806 người.